# Era axial
L'era axial és, segons Karl Jaspers, el període comprès entre el 800 aC i el 200 aC, una època marcada pel sorgiment de grans sistemes filosòfics i religiosos a diferents punts del planeta. Així, a Grècia es desenvolupa el pensament de Parmènides d'Elea, Heràclit d'Efes, Sòcrates, Plató, i d'altres importants filòsofs i sofistes; a la Xina el confucianisme i el taoisme; a l'Orient proper el zoroastrisme i el judaisme ambdós de tradició profètica; i a l'Índia el bramanisme i el budisme sense que es pugui provar una connexió entre ells, fet que explicaria un desenvolupament tan ràpid. L'ésser humà usa aquests sistemes per qüestionar-se la seva conducta i buscar la salvació de la seva ànima, canviant patrons adquirits al llarg dels segles i augmentant així en llibertat i racionalitat.